# Pierre bleue de Vogüé
Pour les articles homonymes, voir Pierre bleue.

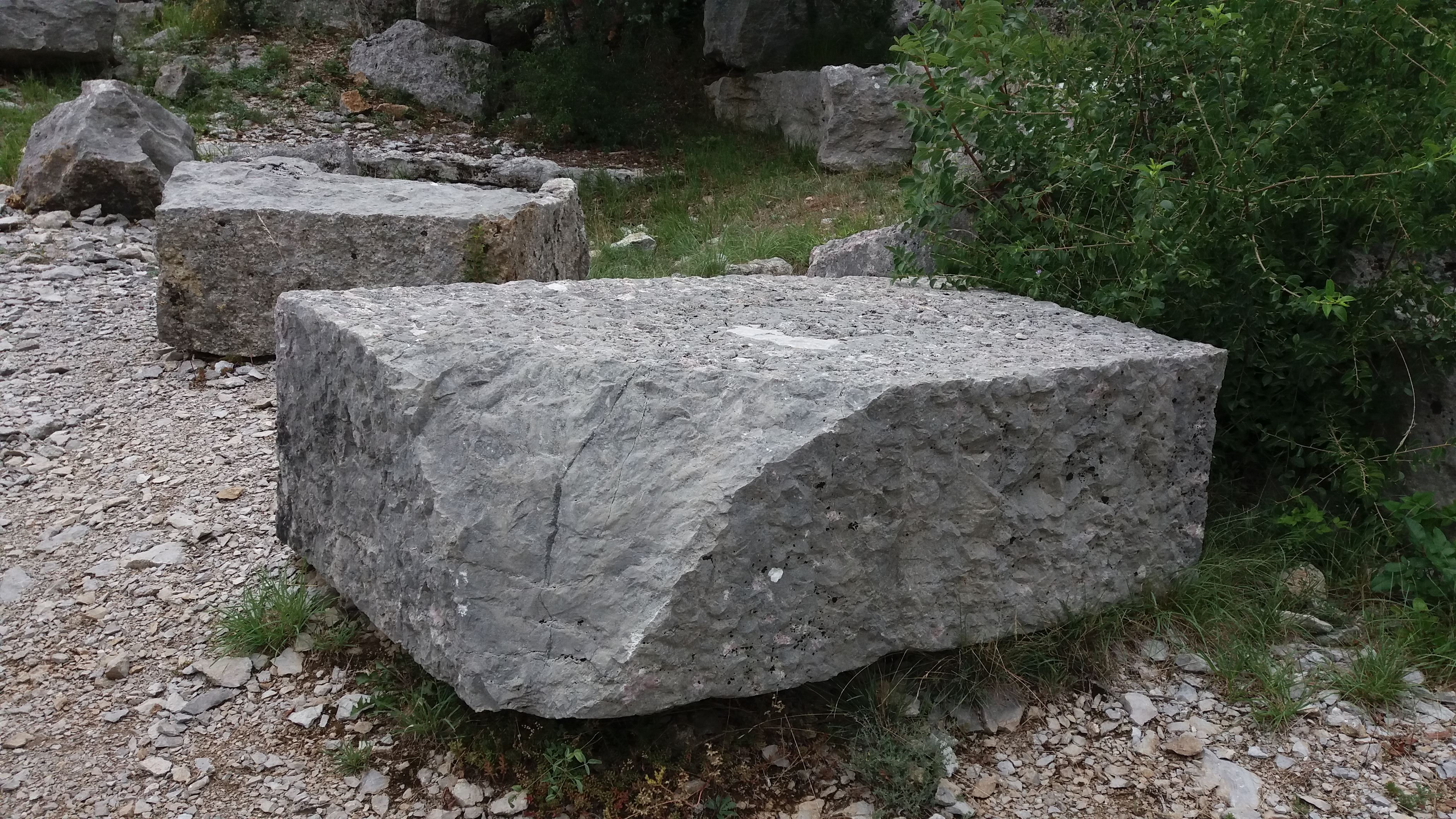
Un bloc de pierre bleue dans la carrière Giraud de Vogüé.

La pierre bleue de Vogüé est une pierre calcaire provenant des carrières de Vogüé et de Ruoms dans le département de l'Ardèche en France. Utilisée localement depuis le Néolithique, et connue depuis l'époque romaine, elle a surtout été exploitée industriellement aux XIXe et XXe siècles et utilisée comme pierre à bâtir.

## Description
La pierre de Vogüé est un calcaire de couleur gris-bleu avec certains bancs totalement bleus.
Sa couleur varie du gris clair, parfois blanc, au gris foncé en passant par le bleu franc. Elle peut être mouchetée, mais toujours avec la même qualité. Certains bancs très épais permettent de réaliser des blocs de plusieurs mètres cubes sans défauts.
D'aspect froid, elle est utilisée pour la construction de monuments funéraires en remplacement du marbre pour son coût plus abordable et sa ressemblance avec ce dernier.
Sa grande qualité, elle est très dure, sans cavités et non poreuse, permet d'obtenir un excellent poli. Elle résiste à toutes températures et aussi à l'eau de mer.

## Pétrographie
C'est une roche sédimentaire calcaire pure, compacte et dure, gris clair à bleutée, de consistance marbrière.
Après l'Exposition universelle de 1878, le Ministère des Travaux Publics publie une liste des 21 calcaires les plus renommés de France et classe la densité de la pierre de Ruoms et Vogüé en seconde position (derrière celle de Hauteville-Lompnes), avec une densité de 2 750 kg/m3. Elle obtient la première place par sa résistance à l'écrasement (1 469 kg) dans une analyse du laboratoire des Ponts et Chaussées en 1881.
Sa résistance à toutes température est due à sa densité égale à 2,75.
Elle s'est formée en milieu marin durant l'ère secondaire au Jurassique supérieur, à l'étage de l'Oxfordien. Les carrières de Vogüé sont à ciel ouvert et comportent des bancs de toutes dimensions, certains étant très épais.

## Utilisation

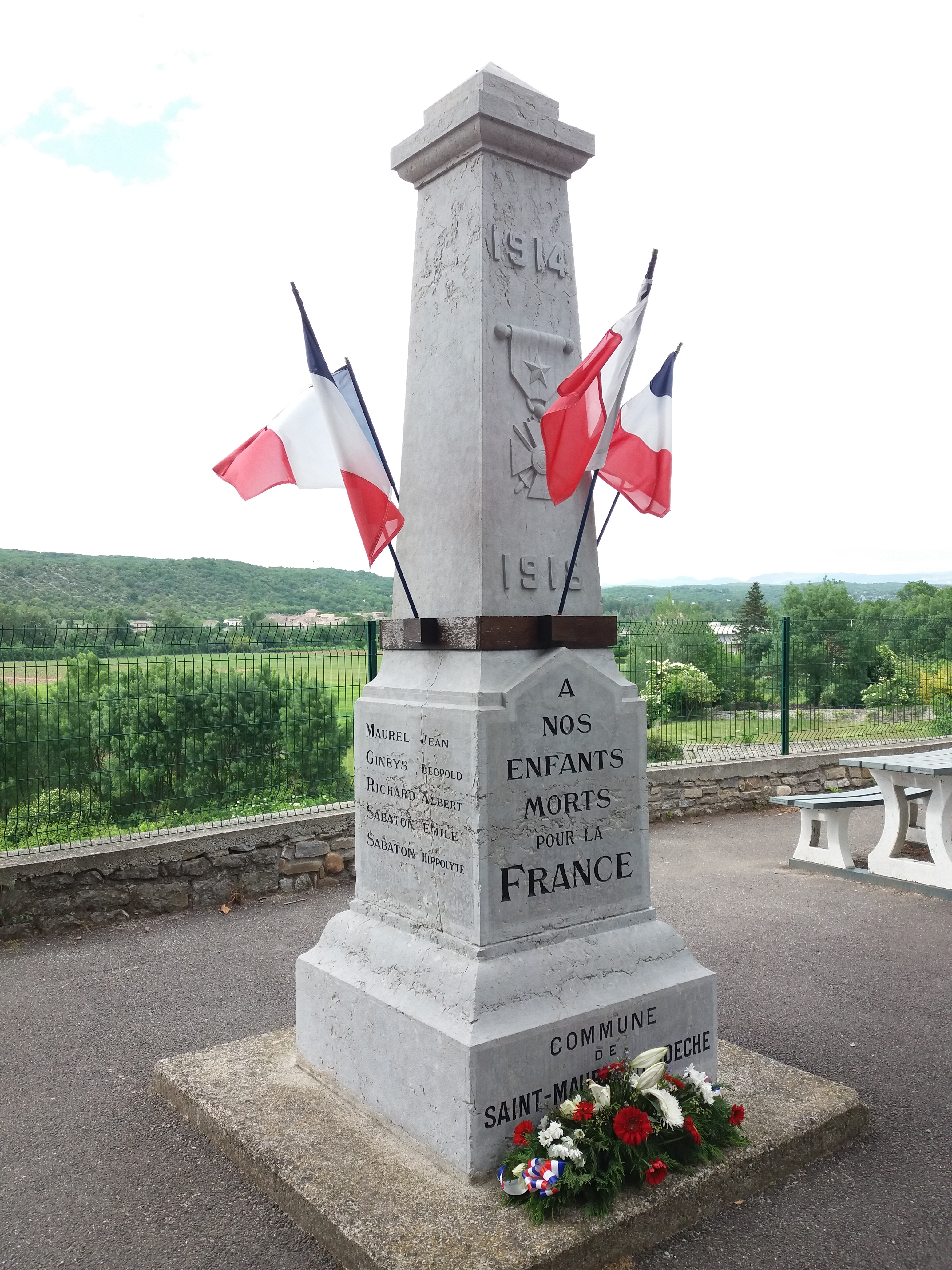
Monument aux morts de Saint-Maurice-d'Ardèche en pierre bleue de Vogüé.

Cette pierre a été utilisée pour construire de nombreux bâtiments dans la région et ailleurs en France. Du fait de ses propriétés, elle a souvent été utilisée pour les socles et soubassements.
- l'arsenal Sainte-Catherine de Briançon
- la halle Tony Garnier de Lyon
- la Poste et la Banque de France à Montélimar
- la caserne des Célestins à Paris
- plus de deux cents monuments aux morts après la Première Guerre mondiale
- la plupart des cimetières américains en France de la Première Guerre mondiale
- les ouvrages d'art de la ligne de Lézan à Saint-Jean-du-Gard